# 24 stundir
24 stundir (24 horas en idioma español) fue un diario islandés de tirada nacional. Su primera publicación tuvo lugar en mayo de 2005 bajo el nombre de Blaðið hasta 2007 cuando fue cambiado por 24 stundir.
Durante el tiempo que estuvo en los kioskos, fue el tercer periódico más leído en Islandia con un seguimiento del 42,1% por detrás de Morgunblaðið con un 43,1%.
Tras la crisis financiera de 2008, la editorial que publicaba el diario quebró con el resultado del despido de veinte empleados y la desaparición del tabloide.